# Madrid Open 2012 - Qualificazioni singolare maschile
Le qualificazioni del singolare maschile del Madrid Open 2012 sono state un torneo di tennis preliminare per accedere alla fase finale della manifestazione. I vincitori dell'ultimo turno sono entrati di diritto nel tabellone principale. In caso di ritiro di uno o più giocatori aventi diritto a questi sono subentrati i lucky loser, ossia i giocatori che hanno perso nell'ultimo turno ma che avevano una classifica più alta rispetto agli altri partecipanti che avevano comunque perso nel turno finale.

## Qualificazioni

### Teste di serie
1. Santiago Giraldo (Qualificato)
2. Alejandro Falla (Qualificato)
3. Serhij Stachovs'kyj (Qualificato)
4. Flavio Cipolla (ultimo turno)
5. Matthew Ebden (primo turno)
6. Potito Starace (Primo turno, ritiro)
7. Igor' Andreev (Qualificato)

1. Édouard Roger-Vasselin (ultimo turno)
2. Björn Phau (primo turno)
3. Philipp Petzschner (primo turno)
4. Adrian Ungur (primo turno)
5. Vasek Pospisil (primo turno)
6. Victor Hănescu (Qualificato)
7. Daniel Gimeno Traver (Qualificato)

### Qualificati
1. Santiago Giraldo
2. Alejandro Falla
3. Serhij Stachovs'kyj
4. Victor Hănescu

1. Daniel Gimeno Traver
2. Federico Delbonis
3. Igor' Andreev

### Tabellone qualificazioni

#### Sezione 1
|  | Primo turno | Primo turno             | Primo turno             | Primo turno | Primo turno |  |  | Ultimo turno | Ultimo turno            | Ultimo turno | Ultimo turno | Ultimo turno |  |
|  |             |                         |                         |             |             |  |  |              |                         |              |              |              |  |
|  | 1           | Santiago Giraldo        | Santiago Giraldo        | 78          | 6           |  |  |              |                         |              |              |              |  |
|  | WC          | Marius Copil            | Marius Copil            | 6           | 1           |  |  | 1            | Santiago Giraldo        | 1            | 6            | 6            |  |
|  |             | Daniel Muñoz de la Nava | Daniel Muñoz de la Nava | 6           | 6           |  |  |              | Daniel Muñoz de la Nava | 6            | 4            | 2            |  |
|  | 10          | Philipp Petzschner      | Philipp Petzschner      | 3           | 2           |  |  |              |                         |              |              |              |  |

#### Sezione 2
|  | Primo turno | Primo turno            | Primo turno     | Primo turno | Primo turno |  |  | Ultimo turno | Ultimo turno           | Ultimo turno           | Ultimo turno | Ultimo turno |  |
|  |             |                        |                 |             |             |  |  |              |                        |                        |              |              |  |
|  | 2           | Alejandro Falla        | Alejandro Falla | 6           | 6           |  |  |              |                        |                        |              |              |  |
|  | WC          | Hasier Pastor          | Hasier Pastor   | 2           | 2           |  |  | 2            | Alejandro Falla        | Alejandro Falla        | 6            | 7            |  |
|  |             | Iñigo Cervantes-Huegun | 6               | 3           | 7           |  |  |              | Iñigo Cervantes-Huegun | Iñigo Cervantes-Huegun | 3            | 63           |  |
|  | 11          | Adrian Ungur           | 3               | 6           | 65          |  |  |              |                        |                        |              |              |  |

#### Sezione 3
|  | Primo turno | Primo turno            | Primo turno            | Primo turno | Primo turno |  |  | Ultimo turno | Ultimo turno           | Ultimo turno | Ultimo turno | Ultimo turno |  |
|  |             |                        |                        |             |             |  |  |              |                        |              |              |              |  |
|  | 3           | Serhij Stachovs'kyj    | 4                      | 6           | 6           |  |  |              |                        |              |              |              |  |
|  | WC          | Iván Navarro           | 6                      | 4           | 1           |  |  | 3            | Serhij Stachovs'kyj    | 6            | 4            | 7            |  |
|  |             | Peter Torebko          | Peter Torebko          | 62          | 2           |  |  | 8            | Édouard Roger-Vasselin | 2            | 6            | 5            |  |
|  | 8           | Édouard Roger-Vasselin | Édouard Roger-Vasselin | 7           | 6           |  |  |              |                        |              |              |              |  |

#### Sezione 4
|  | Primo turno | Primo turno     | Primo turno     | Primo turno | Primo turno |  |  | Ultimo turno | Ultimo turno   | Ultimo turno | Ultimo turno | Ultimo turno |  |
|  |             |                 |                 |             |             |  |  |              |                |              |              |              |  |
|  | 4           | Flavio Cipolla  | Flavio Cipolla  | 6           | 7           |  |  |              |                |              |              |              |  |
|  |             | Éric Prodon     | Éric Prodon     | 4           | 5           |  |  | 4            | Flavio Cipolla | 3            | 6            | 5            |  |
|  |             | Eduardo Schwank | Eduardo Schwank | 3           | 2           |  |  | 13           | Victor Hănescu | 6            | 3            | 7            |  |
|  | 13          | Victor Hănescu  | Victor Hănescu  | 6           | 6           |  |  |              |                |              |              |              |  |

#### Sezione 5
|  | Primo turno | Primo turno          | Primo turno          | Primo turno | Primo turno |  |  | Ultimo turno | Ultimo turno         | Ultimo turno         | Ultimo turno | Ultimo turno |  |
|  |             |                      |                      |             |             |  |  |              |                      |                      |              |              |  |
|  | 5           | Matthew Ebden        | Matthew Ebden        | 2           | 63          |  |  |              |                      |                      |              |              |  |
|  |             | Frederico Gil        | Frederico Gil        | 6           | 7           |  |  |              | Frederico Gil        | Frederico Gil        | 5            | 4            |  |
|  |             | Arnaud Clément       | Arnaud Clément       | 0           | 1           |  |  | 14           | Daniel Gimeno Traver | Daniel Gimeno Traver | 7            | 6            |  |
|  | 14          | Daniel Gimeno Traver | Daniel Gimeno Traver | 6           | 6           |  |  |              |                      |                      |              |              |  |

#### Sezione 6
|  | Primo turno | Primo turno           | Primo turno           | Primo turno           | Primo turno |  |  | Ultimo turno | Ultimo turno          | Ultimo turno          | Ultimo turno | Ultimo turno |  |
|  |             |                       |                       |                       |             |  |  |              |                       |                       |              |              |  |
|  | 6           | Potito Starace        | Potito Starace        | Potito Starace        | 5r          |  |  |              |                       |                       |              |              |  |
|  | WC          | Adam Sanjurjo Hermida | Adam Sanjurjo Hermida | Adam Sanjurjo Hermida | 4           |  |  | WC           | Adam Sanjurjo Hermida | Adam Sanjurjo Hermida | 2            | 2            |  |
|  |             | Federico Delbonis     | Federico Delbonis     | 7                     | 78          |  |  |              | Federico Delbonis     | Federico Delbonis     | 6            | 6            |  |
|  | 12          | Vasek Pospisil        | Vasek Pospisil        | 5                     | 6           |  |  |              |                       |                       |              |              |  |

#### Sezione 7
|  | Primo turno | Primo turno           | Primo turno           | Primo turno | Primo turno |  |  | Ultimo turno | Ultimo turno          | Ultimo turno | Ultimo turno | Ultimo turno |  |
|  |             |                       |                       |             |             |  |  |              |                       |              |              |              |  |
|  | 7           | Igor' Andreev         | Igor' Andreev         | 6           | 6           |  |  |              |                       |              |              |              |  |
|  |             | Michael Berrer        | Michael Berrer        | 2           | 2           |  |  | 7            | Igor' Andreev         | 3            | 6            | 6            |  |
|  |             | Roberto Bautista Agut | Roberto Bautista Agut | 78          | 78          |  |  |              | Roberto Bautista Agut | 6            | 3            | 4            |  |
|  | 9           | Björn Phau            | Björn Phau            | 6           | 6           |  |  |              |                       |              |              |              |  |